# Аспертини, Амико
Амико Аспертини, также Америго Аспертини (итал. Amico Aspertini, Amerigo Aspertini; ок. 1475, Болонья, Эмилия-Романья — 1552, Болонья) — итальянский живописец, миниатюрист, скульптор и художник-декоратор эпохи Возрождения. Аспертини считается одним из ведущих представителей болонской школы, но работал под влиянием мастеров феррарской школы, тяготел к гротескам и причудливо-фантастическим формам. Его сложный «эклектичный стиль и экспрессивная манера рисунка предвосхищали эмилианский маньеризм».

## Биография
Амико Аспертини родился в Болонье в семье художников. Его отец, Джованни Антонио Аспертини, и два его брата, Леонелло и Гвидо, были художниками. Амико учился живописному ремеслу у отца, а затем работал помощником в мастерских Эрколе де Роберти, Лоренцо Коста и Франческо Франча. На его творчество большое влияние оказала живопись художников Северной Европы, в особенности, немецких и голландских мастеров. По некоторым данным, во время поездки во Флоренцию Амико познакомился с Филиппино Липпи. С 1496 по 1503 год Аспертини работал в Риме. Есть сведения о его пребывании в Лукке, Мантуе и Сиене.
Он отправился в Рим со своим отцом в 1496 году, а также находился там между 1500 и 1503 годами, после чего вернулся в Болонью и работал в стиле, на который, по утверждению Роберто Лонги («Феррарская мастерская», 1934), повлияли Пинтуриккьо и Филиппино Липпи. Их произведения он, возможно, видел во Флоренции до 1500 года. К его римским годам относятся как минимум две коллекции рисунков: «Пармская тетрадь» (Taccuino di Parma), долгое время считавшаяся работой неизвестного художника, и «Кодекс Вольфегга» (Wolfegg Codex).
Аспертини вернулся в Болонью в 1504 году и по заказу Джованни II Бентивольо вместе с Франча и Костой писал фрески в Капелле Санта-Чечилия церкви Сан-Джакомо Маджоре.
В 1508—1509 годах, находясь в изгнании из Болоньи после падения семьи Бентивольо, Аспертини написал великолепные фрески в Капелле Креста базилики Сан-Фредиано в Лукке. Аспертини также был одним из двух художников, выбранных для украшения триумфальной арки при въезде в Болонью папы Климента VII и императора Карла V в 1529 году. Он создал скульптуры для дверей в базилике Сан-Петронио в Болонье. Аспертини также создал украшения фасада (все они теперь утеряны) и запрестольные образы.
С 1527 по 1528 год и с 1531 по 1534 год Аспертини снова останавливался в Риме. Он «путешествовал по улицам Рима, осматривая древние памятники, церкви и коллекции, в поисках саркофагов, ваз, бюстов и фрагментов античности, словом, всего, что он мог вспомнить, воспитанный на великих образцах Болоньи пятнадцатого века и, прежде всего, на произведениях Джованни да Модены».
Его тосканский современник той эпохи Джорджо Вазари в своих «Жизнеописаниях» представил Аспертини человеком эксцентричным, почти сумасшедшим. По словам Вазари, он был амбидекстром и «работал так быстро обеими руками, что мог разделить светотень между ними, рисуя свет одной рукой и тень другой».
Аспертини восхищался работами Микеланджело. Картины Амико Аспертини соединяют черты различных стилей и художественных школ. С большим энтузиазмом Аспертини воспринял идеи зарождавшегося маньеризма. Среди его работ немало причудливых и фантастичных. За ним утвердилась слава незаурядного художника, ищущего собственную дорогу в искусстве. Его произведения пользовались большим успехом у современников. Амико Аспертини получал большое количество заказов. Высоко ценились и скульптурные работы Аспертини.

## Галерея
- Оплакивание (Снятие с креста). Люнет портала главного фасада базилики Сан-Петронио, Болонья. Ок. 1526
- Капелла Креста базилики  Сан-Фредиано. 1508–1509, Лукка
- Св. Себастьян. Ок. 1505. Дерево, масло. Национальная галерея искусства, Вашингтон
- Святой Кассиан. Дерево, масло. Пинактотека Брера, Милан
- Жертвоприношение Каина, который в зеркало наблюдает из изгнанием Адама и Евы из Рая. 1530–1550. Офорт
- Вакханалия. 1520–1535. Бумага, уголь, белила. Метрополитен-музей, Нью-Йорк
- Мадонна с Младенцем между святыми Еленой и Франциском. Ок. 1520. Дерево, масло. Национальный музей Уэльса, Великобритания
- Мадонна на троне со святыми и двумя донаторами. Деталь. 1504-1505. Церковь святых Иеронима и Евстахия, Болонья